# A Síp utcai Általános Iskola állami díjas pedagógusai
A Síp utcai Általános Iskola (más néven Domokos Rókus Általános Iskola, Csongrád) nyolc pedagógusa – az intézményigazgató, három tanár és négy tanító – megosztott Állami Díjat kapott 1980-ban, az indoklás szerint minden pedagógus „a hátrányos helyzetű gyermekek nevelése, oktatása terén hosszú időn át végzett eredményes tevékenységéért”.
[Az iskola] korszerűen felszerelt jó ízléssel berendezett intézmény. Egyéves. Elődje az udvar túlsó felét határoló Síp utcára nézett. Termeiben vaskályha melegített, lavór szolgált kézmosáshoz, szegényszagot párologtak az ázott gyermekkabátok […]

## A munkaközösség tagjai
- Bánfi Mihályné (Buza Etelka,[3] 1933) tanár (Kiváló Munkáért, 1978)
- Boldog Mihályné (Niedlingné Barna Lídia, 1944) tanár[4]
- Gál Lajosné (Busa Etelka, 1939) igazgató (Honvédelmi Érdemérem, 1981)[5]
- Hatvani István (1923–1997) tanító[6]
- Lantos Pálné (Kádár Ilona, 1934) tanár[7]
- Tamás Józsefné (Faragó Mária, 1939) tanító[8]
- Turi Istvánné (Laczkó Mária, 1927) tanító (Oktatásügy Kiváló Dolgozója, 1972; Pedagógus Szolgálati Emlékérem, 1982)[9]
- Virág Lajosné (Muszlay Etelka, 1940) tanító[1][10]

Kádár János et.: […] Akkor a következő. Csongrádi városi Domokos Rókus Síp utcai általános iskola tantestülete stb. Hátrányos helyzetű és veszélyeztetett gyerekek és így tovább. Ez ilyen, valamilyen körben ezek elismert emberek? (közbeszólás: cigány gyerekek) Hát, akkor támogassuk őket.
A tanárok, tanítók 1979-ig több mint 20-25 évet dolgoztak a Síp utcai iskolában, ahol hátrányos helyzetű cigány fiatalokat oktattak. A korszerűtlen iskolaépületet 1979-ben elbontották, helyére újat építettek.